# Nipponaclerda biwakoensis
Nipponaclerda biwakoensis (лат.) — вид полужесткокрылых насекомых-червецов рода Nipponaclerda из семейства аклердиды (Aclerdidae).

## Распространение
Восточная Азия: Китай и Япония.

## Описание
Самки имеют удлинённо-овальную форму, длина от 2,3 до 7,0 мм, ног и усиков нет Щетинки анального кольца развиты слабо, тонкие и короткие, по длине они значительно уступают размерам анальной пластинки и поэтому сверху почти незаметны.
Питаются соками таких растений, как Juncaceae (Juncus); Poaceae (Agropyron, Phragmites communis). Среди врагов паразитические наездники Encyrtidae (Astymachus japonicus; Boucekiella depressa; Platencyrtus aclerus); Eulophidae (Aprostocetus).
Вид был впервые описан в 1907 году энтомологом С. Куваной (Kuwana, S. I. ).
Таксон Nipponaclerda biwakoensis включён в состав рода Nipponaclerda вместе с таксонами Nipponaclerda leptodermis, Nipponaclerda triumpha, Nipponaclerda turanica.